# Gatengera
Gatengera är ett periodiskt vattendrag i Burundi.   Det ligger i provinsen Cankuzo, i den nordöstra delen av landet, 130 kilometer öster om huvudstaden Bujumbura.
I omgivningarna runt Gatengera växer huvudsakligen savannskog. Runt Gatengera är det ganska tätbefolkat, med 60 invånare per kvadratkilometer.